# Carl Schlyter

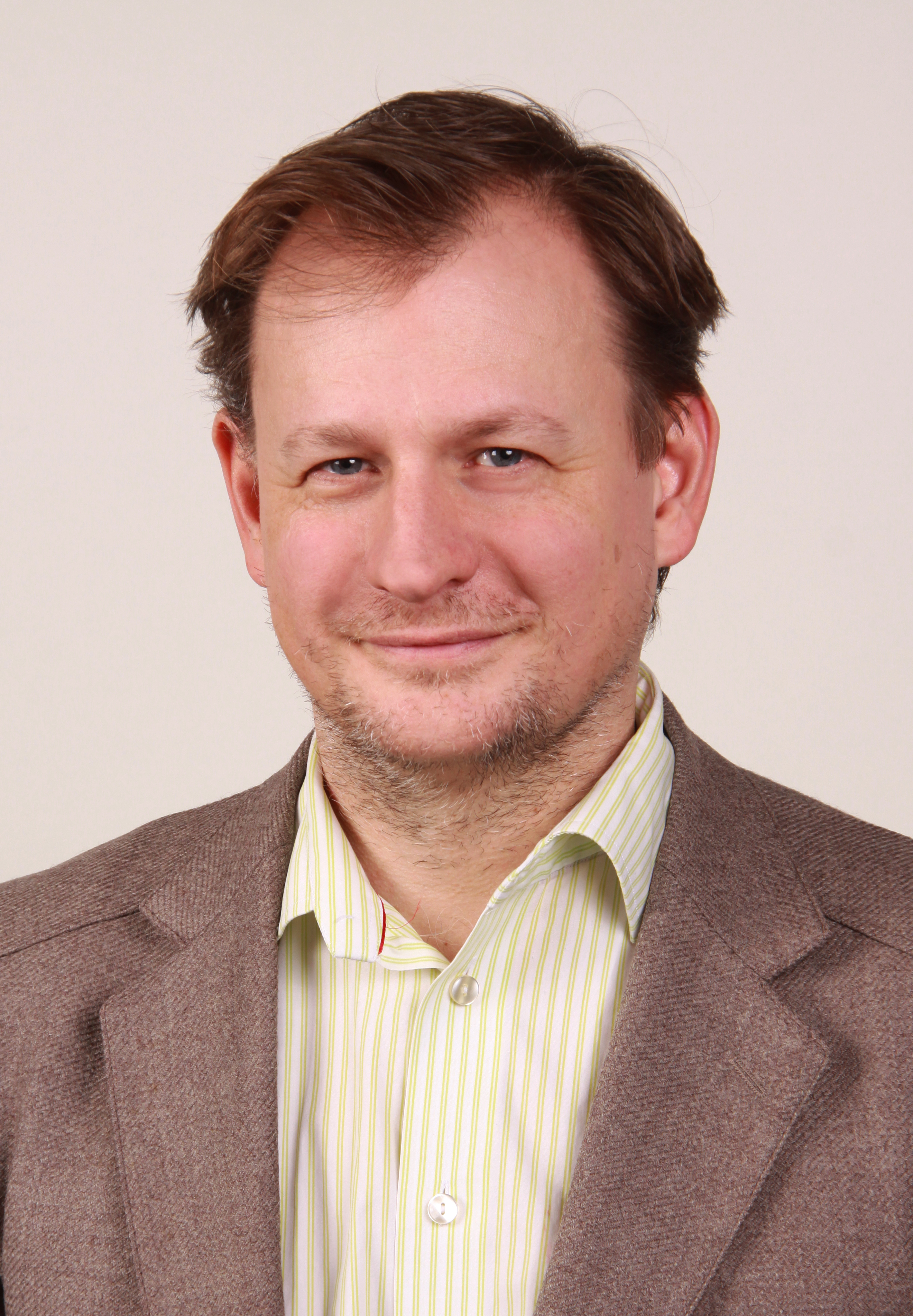
Carl Schlyter (2014)

Carl Schlyter (* 7. Januar 1968 in Danderyd, Schweden) ist ein schwedischer Politiker der Grünen und von 2004 bis 2018 Mitglied des Europäischen Parlaments in der Fraktion Grüne/EFA. 
Nach einem Chemiestudium an der Königlich Technischen Hochschule in Stockholm 1987–1994 wurde Schlyter politischer Sekretär der schwedischen Grünen. Ab 1996 arbeitete er als parlamentarischer Mitarbeiter im Europäischen Parlament, wo er von 1997 bis 2004 Ratgeber der Fraktion der Grünen/EFA im Ausschuss für Haushaltskontrolle war.
Bei der Europawahl 2004 wurde Schlyter selbst als Parlamentarier gewählt. Er war Mitglied im Ausschuss für Umweltfragen, Volksgesundheit und Lebensmittelsicherheit, wo er unter anderem für die Grünen an der Ausarbeitung der Chemikalienverordnung REACH mitarbeitete. Außerdem nahm er verschiedene Parteiämter ein: Seit 2000 war er Mitglied des Vorstands der schwedischen Grünen, seit 2001 Vertreter seiner Partei in der Europäischen Grünen Partei und seit 2002 bei den Global Greens.
Schlyter hat die Partei der Grünen im Dissens um die Regierungsbildung am 17. Januar 2019 verlassen. Er begründete seinen Schritt damit, dass die Opposition künftig von noch weiter rechts kommen werde, wenn die rot-grüne Minderheitsregierung eine Politik der gesellschaftlichen Spaltung betreibe, wie sie in den Regierungsabsprachen sichtbar werde.

## EU-Parlamentarier
In der Legislaturperiode 2009 bis 2014 wurde Schlyter zum stellvertretenden Vorsitzenden im Ausschuss für Umweltfragen, öffentliche Gesundheit und Lebensmittelsicherheit.
Er war Mitglied in der Delegation in der Paritätischen Parlamentarischen Versammlung AKP-EU und als Stellvertreter im 
Ausschuss für bürgerliche Freiheiten, Justiz und Inneres, im Sonderausschuss gegen organisiertes Verbrechen, Korruption und Geldwäsche und in der Delegation im Parlamentarischen Ausschuss Cariforum-EU.